# Dashtadem, Lori
Dashtadem là một đô thị thuộc tỉnh Lori, Armenia. Dân số ước tính năm 2011 là 129 người.